# Ausdärmen

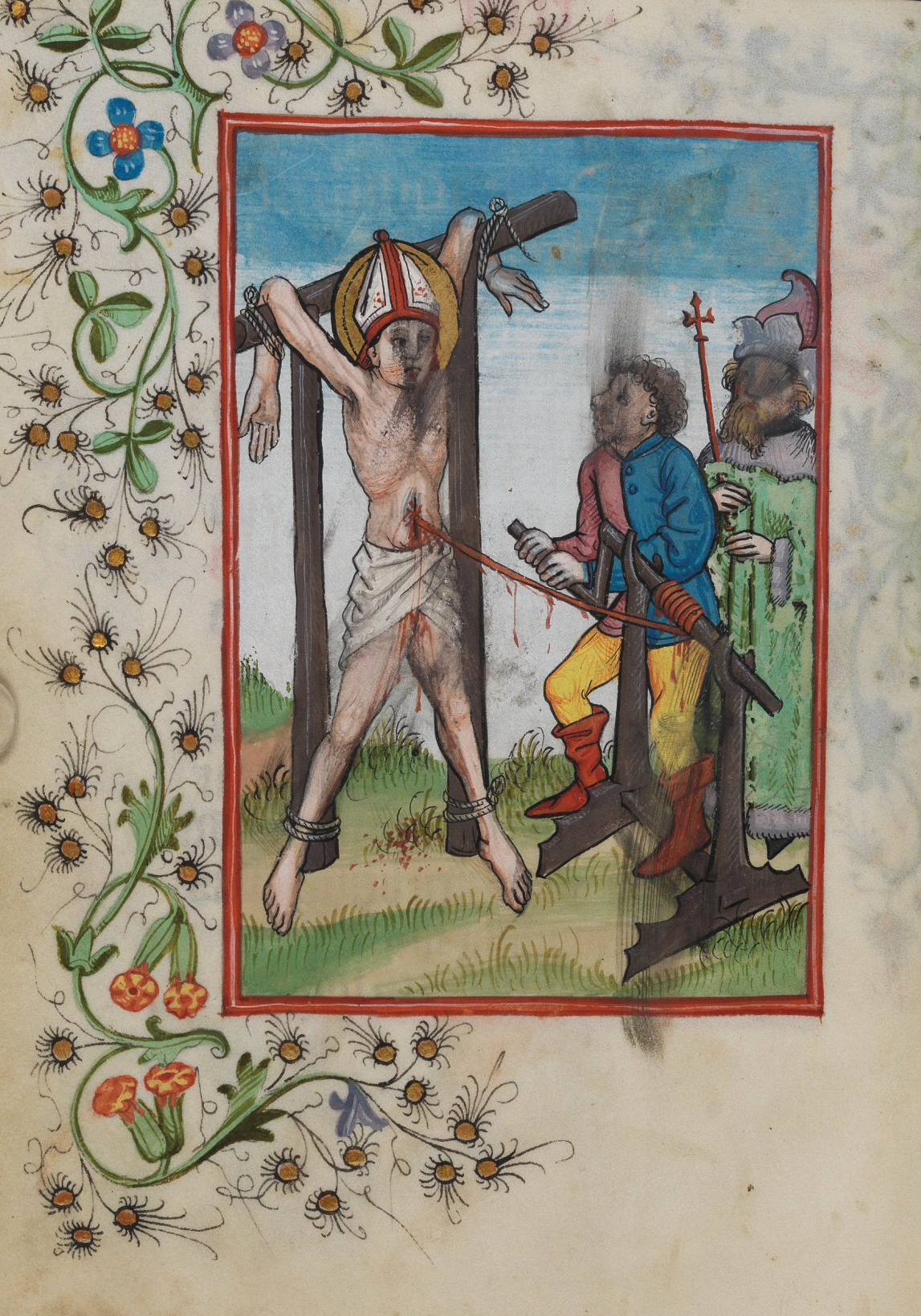
Marter des heiligen Erasmus aus dem Waldburg-Gebetbuch von 1486

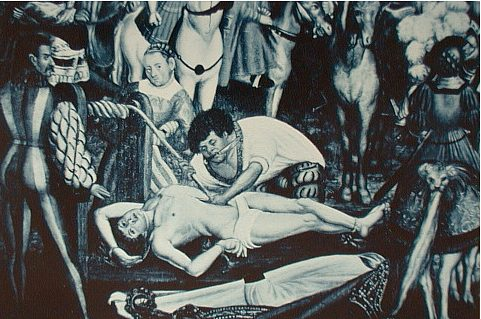
Marter des heiligen Erasmus, 1516

Das Ausdärmen bezeichnet das gewaltsame Herausziehen der Eingeweide eines Delinquenten aus der Bauchhöhle, wie es in der Heiligenlegende des Erasmus von Antiochia († 303) beschrieben ist. Sofern es die mittelalterlichen und frühneuzeitlichen Quellen deutschen Rechts betrifft, erschien das Ausdärmen als für sich stehende Strafe allein in den bäuerlichen Weistümern.
Im englischen Recht wurde das Ausdärmen als Teil der Hinrichtungsart Hängen, Ausweiden und Vierteilen praktiziert, die wegen Hochverrats vollstreckt wurde. Berühmte Opfer waren z. B. die Verschwörer des Gunpowder Plot von 1605.